# Synagoge (Mikołów)
Koordinaten: 50° 10′ 5″ N, 18° 54′ 22″ O

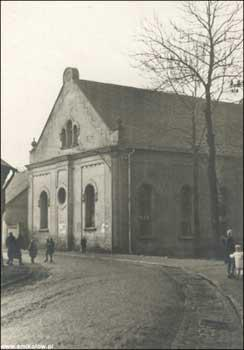
Synagoge in Mikołów (um 1920)

Die Synagoge in Mikołów (deutsch Nikolai), einer polnischen Kreisstadt im Powiat Mikołowski in der Woiwodschaft Schlesien, wurde 1816 errichtet.
Die Synagoge in der Żorska-Straße wurde im Zweiten Weltkrieg von den deutschen Besatzern verwüstet. Nach Kriegsende wurde sie zunächst als Sporthalle für Boxer und später als Lagerhalle genutzt.
Im Jahr 1972 wurde sie abgerissen und an der Stelle eine Grünanlage angelegt.